# Sveriges Trollkarlar
Sveriges Trollkarlar är ett uppslagsverk skrivet av Christer Nilsson, eldsjälen bakom Sveriges Magi-Arkiv.
Verket, som är utgivet på eget förlag, innehåller 1 165 kortare eller längre biografier över svenska trollkarlar, samt är illustrerad med närmare 500 foton.